# Segunda División de España 1988-89
La temporada 1988–89 de la Segunda División de España de fútbol corresponde a la 58.ª edición del campeonato y se disputó entre el 4 de septiembre de 1988 y el 25 de junio de 1989 en su fase regular. Posteriormente se disputó la promoción de ascenso entre el 28 de junio y el 2 de julio
El campeón de Segunda División fue el CD Castellón.

## Sistema de competición
La Segunda División de España 1988/89 fue organizada por la Liga de Fútbol Profesional (LFP).
El campeonato contó con la participación de 20 clubes y se disputó siguiendo un sistema de liga, de modo que todos los equipos se enfrentaron entre sí, todos contra todos en dos ocasiones -una en campo propio y otra en campo contrario- sumando un total de 38 jornadas. El orden de los encuentros se decidió por sorteo antes de empezar la competición.
Los dos primeros clasificados ascendieron directamente a Primera División, mientras que el tercer y cuarto clasificado disputaron la promoción de ascenso ante el decimoséptimo y decimoctavo clasificado de la máxima categoría en eliminatorias directas a doble partido.
Los cuatro últimos clasificados descendieron directamente a Segunda División B.

## Clubes participantes
| Datos de ascensos y descensos con respecto a la temporada anterior |
| --- |
| RCD Mallorca, CE Sabadell FC y UD Las Palmas descienden de Primera División. CD Málaga, Elche CF y Real Oviedo CF ascienden a Primera División. Bilbao Athletic, Hércules CF, Granada CF y Cartagena FC descienden a Segunda División B. UD Alzira, SD Eibar, CFJ Mollerussa y UD Salamanca ascienden a Segunda División. |

| Equipo                                | Ciudad                     | Estadio                   |
| ------------------------------------- | -------------------------- | ------------------------- |
| Unión Deportiva Alzira                | Alcira                     | Luis Suñer Picó           |
| Barcelona Atlético                    | Barcelona                  | Mini Estadi               |
| Club Deportivo Castellón              | Castellón                  | Castalia                  |
| Castilla Club de Fútbol               | Madrid                     | Ciudad Deportiva          |
| Real Club Deportivo de La Coruña      | La Coruña                  | Riazor                    |
| Sociedad Deportiva Eibar              | Éibar                      | Ipurúa                    |
| Unió Esportiva Figueres               | Figueras                   | Municipal de Vilatenim    |
| Unión Deportiva Las Palmas            | Las Palmas de Gran Canaria | Insular                   |
| Unió Esportiva Lleida                 | Lérida                     | Camp d'Esports            |
| Real Club Deportivo Mallorca          | Palma de Mallorca          | Luis Sitjar               |
| Club de Fútbol Jovent Mollerussa      | Mollerusa                  | Municipal                 |
| Real Racing Club de Santander         | Santander                  | El Sardinero              |
| Agrupación Deportiva Rayo Vallecano   | Madrid                     | Estadio de Vallecas       |
| Real Burgos Club de Fútbol            | Burgos                     | El Plantío                |
| Real Club Recreativo de Huelva        | Huelva                     | Estadio Colombino         |
| Centre d'Esports Sabadell Futbol Club | Sabadell                   | Nova Creu Alta            |
| Unión Deportiva Salamanca             | Salamanca                  | Helmántico                |
| Sestao Sport Club                     | Sestao                     | Las Llanas                |
| Club Deportivo Tenerife               | Santa Cruz de Tenerife     | Heliodoro Rodríguez López |
| Xerez Club Deportivo                  | Jerez de la Frontera       | Domecq                    |

## Clasificación
| Pos. | Equipo                     | Pts. | PJ | G  | E  | P  | GF | GC | Dif. | Clasificación                 |
| ---- | -------------------------- | ---- | -- | -- | -- | -- | -- | -- | ---- | ----------------------------- |
| 1    | C. D. Castellón (C, A)     | 51   | 38 | 21 | 9  | 8  | 49 | 29 | +20  | Ascenso a Primera División    |
| 2    | A. D. Rayo Vallecano (A)   | 49   | 38 | 19 | 11 | 8  | 61 | 36 | +25  | Ascenso a Primera División    |
| 3    | C. D. Tenerife (A)         | 48   | 38 | 20 | 8  | 10 | 54 | 36 | +18  | Acceso a Promoción de ascenso |
| 4    | R. C. D. Mallorca (A)      | 48   | 38 | 21 | 6  | 11 | 51 | 26 | +25  | Acceso a Promoción de ascenso |
| 5    | R. C. Recreativo de Huelva | 42   | 38 | 16 | 10 | 12 | 46 | 36 | +10  |                               |
| 6    | Racing de Santander        | 42   | 38 | 17 | 8  | 13 | 56 | 43 | +13  |                               |
| 7    | U. D. Salamanca            | 42   | 38 | 14 | 14 | 10 | 35 | 33 | +2   |                               |
| 8    | Sestao S. C.               | 41   | 38 | 14 | 13 | 11 | 39 | 32 | +7   |                               |
| 9    | U. E. Figueres             | 41   | 38 | 16 | 9  | 13 | 52 | 50 | +2   |                               |
| 10   | R. C. Deportivo La Coruña  | 40   | 38 | 16 | 8  | 14 | 43 | 35 | +8   |                               |
| 11   | U. D. Las Palmas           | 40   | 38 | 15 | 10 | 13 | 52 | 53 | −1   |                               |
| 12   | Xerez C. D.                | 40   | 38 | 13 | 14 | 11 | 40 | 38 | +2   |                               |
| 13   | C. E. Sabadell F. C.       | 39   | 38 | 15 | 9  | 14 | 49 | 43 | +6   |                               |
| 14   | Real Burgos C. F.          | 36   | 38 | 9  | 18 | 11 | 27 | 34 | −7   |                               |
| 15   | Castilla C. F.             | 36   | 38 | 13 | 10 | 15 | 50 | 59 | −9   |                               |
| 16   | S. D. Eibar                | 34   | 38 | 8  | 18 | 12 | 36 | 42 | −6   |                               |
| 17   | Barcelona Atlético (D)     | 28   | 38 | 8  | 12 | 18 | 42 | 58 | −16  | Descenso a Segunda División B |
| 18   | U. D. Alzira (D)           | 26   | 38 | 9  | 8  | 21 | 29 | 58 | −29  | Descenso a Segunda División B |
| 19   | U. E. Lleida (D)           | 26   | 38 | 8  | 10 | 20 | 29 | 43 | −14  | Descenso a Segunda División B |
| 20   | C. F. J. Mollerussa (D)    | 11   | 38 | 3  | 5  | 30 | 19 | 75 | −56  | Descenso a Segunda División B |

 Fuente: BDFútbol
Criterios de clasificación: Puntos · Enfrentamientos directos · Diferencia de goles · Goles a favor · Play-off

## Resultados
| Local \ Visitante          | ALZ | BAR | CAE | CAI | DEP | EIB | FIG | LAS | LLE | MLL | MOL | RAC | RAY | RBU | REC | SAB | SAL | SES | TEN | XER |
| -------------------------- | --- | --- | --- | --- | --- | --- | --- | --- | --- | --- | --- | --- | --- | --- | --- | --- | --- | --- | --- | --- |
| U. D. Alzira               | —   | 0–0 | 1–5 | 0–1 | 2–1 | 1–1 | 2–3 | 2–1 | 1–0 | 0–1 | 2–0 | 3–2 | 1–2 | 1–0 | 1–1 | 1–4 | 0–0 | 2–1 | 1–2 | 1–2 |
| Barcelona Atlético         | 2–0 | —   | 0–1 | 2–2 | 1–0 | 1–1 | 1–2 | 4–1 | 1–1 | 0–1 | 2–0 | 2–3 | 0–2 | 2–2 | 1–0 | 3–3 | 0–2 | 3–0 | 0–3 | 1–1 |
| C. D. Castellón            | 2–1 | 1–0 | —   | 6–0 | 1–1 | 0–0 | 1–2 | 1–0 | 4–2 | 0–0 | 3–1 | 2–1 | 1–0 | 1–0 | 1–0 | 1–0 | 0–0 | 1–0 | 1–0 | 1–1 |
| Castilla C. F.             | 3–1 | 3–2 | 2–1 | —   | 1–2 | 3–1 | 1–0 | 0–4 | 3–0 | 0–0 | 3–0 | 2–1 | 0–2 | 2–0 | 0–0 | 2–3 | 2–1 | 1–1 | 1–2 | 0–1 |
| R. C. Deportivo La Coruña  | 0–0 | 1–1 | 1–1 | 2–1 | —   | 1–0 | 0–2 | 4–0 | 0–0 | 0–1 | 4–0 | 1–2 | 1–2 | 3–0 | 2–1 | 2–0 | 0–1 | 1–0 | 1–3 | 0–0 |
| S. D. Eibar                | 3–0 | 1–1 | 2–0 | 1–1 | 1–1 | —   | 3–3 | 1–0 | 0–0 | 0–1 | 2–1 | 2–2 | 2–0 | 0–0 | 1–0 | 2–2 | 0–0 | 0–0 | 2–2 | 0–0 |
| U. E. Figueres             | 3–1 | 2–4 | 0–1 | 4–2 | 1–2 | 3–1 | —   | 2–2 | 1–0 | 2–1 | 5–3 | 1–0 | 0–1 | 0–0 | 0–1 | 2–0 | 0–0 | 0–2 | 1–0 | 1–1 |
| U. D. Las Palmas           | 2–1 | 0–0 | 1–0 | 4–1 | 4–0 | 2–0 | 0–1 | —   | 1–0 | 1–3 | 2–1 | 1–3 | 0–6 | 0–1 | 0–0 | 2–0 | 0–2 | 1–0 | 2–2 | 0–0 |
| U. E. Lleida               | 0–0 | 1–0 | 0–1 | 1–1 | 0–1 | 1–2 | 1–1 | 3–0 | —   | 0–1 | 1–2 | 1–1 | 2–4 | 3–0 | 0–1 | 0–0 | 3–0 | 2–0 | 0–2 | 2–1 |
| R. C. D. Mallorca          | 3–0 | 1–0 | 0–1 | 0–1 | 1–0 | 1–0 | 0–0 | 2–3 | 3–0 | —   | 2–0 | 2–0 | 2–0 | 2–0 | 3–0 | 1–1 | 2–1 | 5–0 | 1–2 | 1–2 |
| C. F. J. Mollerussa        | 0–0 | 1–0 | 0–3 | 1–1 | 0–2 | 1–1 | 0–1 | 0–4 | 1–2 | 1–2 | —   | 1–2 | 2–2 | 0–1 | 0–2 | 0–4 | 0–1 | 0–4 | 0–1 | 0–1 |
| Racing de Santander        | 2–0 | 7–0 | 4–0 | 2–0 | 1–2 | 1–0 | 3–1 | 1–1 | 1–1 | 1–0 | 1–0 | —   | 1–2 | 1–1 | 1–1 | 1–2 | 0–0 | 2–1 | 1–0 | 2–1 |
| A. D. Rayo Vallecano       | 3–0 | 0–0 | 1–3 | 1–2 | 2–1 | 5–1 | 0–0 | 4–4 | 1–0 | 1–1 | 2–0 | 1–2 | —   | 0–0 | 2–2 | 1–0 | 2–0 | 1–1 | 1–0 | 4–1 |
| Real Burgos C. F.          | 0–0 | 1–1 | 0–0 | 2–0 | 1–0 | 0–0 | 2–5 | 1–2 | 1–1 | 2–1 | 3–0 | 1–0 | 1–1 | —   | 1–2 | 1–0 | 0–1 | 0–0 | 1–1 | 1–1 |
| R. C. Recreativo de Huelva | 1–2 | 3–2 | 1–1 | 1–1 | 0–0 | 1–0 | 4–0 | 0–1 | 2–0 | 1–3 | 3–0 | 1–0 | 1–2 | 0–0 | —   | 2–1 | 3–1 | 1–0 | 1–1 | 4–1 |
| C. E. Sabadell F. C.       | 0–1 | 1–0 | 1–0 | 3–2 | 3–0 | 2–1 | 1–0 | 2–2 | 0–1 | 0–1 | 2–1 | 0–0 | 1–1 | 2–1 | 3–1 | —   | 3–1 | 0–0 | 1–1 | 1–0 |
| U. D. Salamanca            | 1–0 | 2–1 | 0–1 | 2–2 | 0–2 | 1–0 | 2–0 | 1–1 | 2–0 | 1–1 | 1–2 | 2–3 | 1–0 | 0–0 | 1–0 | 2–1 | —   | 1–1 | 1–1 | 0–0 |
| Sestao S. C.               | 1–0 | 4–0 | 2–0 | 2–1 | 1–0 | 1–2 | 1–1 | 1–1 | 1–0 | 2–1 | 0–0 | 1–0 | 2–1 | 1–1 | 2–0 | 2–1 | 0–0 | —   | 3–0 | 1–1 |
| C. D. Tenerife             | 2–0 | 3–0 | 2–0 | 1–0 | 0–3 | 2–1 | 4–2 | 3–1 | 1–0 | 2–0 | 2–0 | 2–0 | 0–0 | 0–1 | 1–2 | 3–1 | 1–2 | 0–0 | —   | 2–0 |
| Xerez C. D.                | 3–0 | 1–4 | 2–2 | 2–2 | 0–1 | 1–1 | 2–0 | 0–1 | 1–0 | 1–0 | 1–0 | 4–1 | 0–1 | 0–0 | 0–2 | 1–0 | 1–1 | 1–0 | 4–0 | —   |

## Promoción de ascenso
En la promoción de ascenso jugaron CD Tenerife y RCD Mallorca como tercer y cuarto clasificado de Segunda División. Sus rivales fueron RCD Español y Real Betis como decimoséptimo y decimoctavo clasificado de Primera División.
La promoción se jugó a doble partido a ida y vuelta con los siguientes resultados:
| 28 de junio de 1989 | RCD Español  | 1:0     | RCD Mallorca | Estadio de Sarriá, Barcelona                                                      |                                                                                   |
|                     | Golobart 58' | Reporte |              | Asistencia: 33.000 espectadores Árbitro(s): Victoriano Sánchez Arminio (Cántabro) | Asistencia: 33.000 espectadores Árbitro(s): Victoriano Sánchez Arminio (Cántabro) |

| 2 de julio de 1989 | RCD Mallorca        | 2:0     | RCD Español | Estadio Luis Sitjar, Palma de Mallorca                                   |                                                                          |
|                    | Nadal 12' Vidal 48' | Reporte |             | Asistencia: 24.000 espectadores Árbitro(s): Urío Velázquez (Guipuzcoano) | Asistencia: 24.000 espectadores Árbitro(s): Urío Velázquez (Guipuzcoano) |

| Asciende a Primera División RCD Mallorca |

| 28 de junio de 1989 | CD Tenerife                                                                 | 4:0     | Real Betis | Estadio Heliodoro Rodríguez López, Santa Cruz de Tenerife               |                                                                         |
|                     | Rommel Fernández 29' Rommel Fernández 45' Julio (autogol) 77' El Gharef 79' | Reporte |            | Asistencia: 20.000 espectadores Árbitro(s): Enríquez Negreira (Catalán) | Asistencia: 20.000 espectadores Árbitro(s): Enríquez Negreira (Catalán) |

| 2 de julio de 1989 | Real Betis | 1:0     | CD Tenerife | Estadio Benito Villamarín, Sevilla                                                   |                                                                                      |
|                    | Chano 80'  | Reporte |             | Asistencia: 46.000 espectadores Árbitro(s): Joaquín Ramos Marcos (Castellano leonés) | Asistencia: 46.000 espectadores Árbitro(s): Joaquín Ramos Marcos (Castellano leonés) |

| Asciende a Primera División CD Tenerife |

## Resumen
Campeón de Segunda División:
| - Club Deportivo Castellón |

Ascienden a Primera División:
| - Club Deportivo Castellón | - Agrupación Deportiva Rayo Vallecano | - Club Deportivo Tenerife | - Real Club Deportivo Mallorca |

Descienden a Segunda División B: 
| - Barcelona Atlético | - Unión Deportiva Alzira | - Unió Esportiva Lleida | - Club de Fútbol Jovent Mollerussa |